# Kristin Scott Thomas

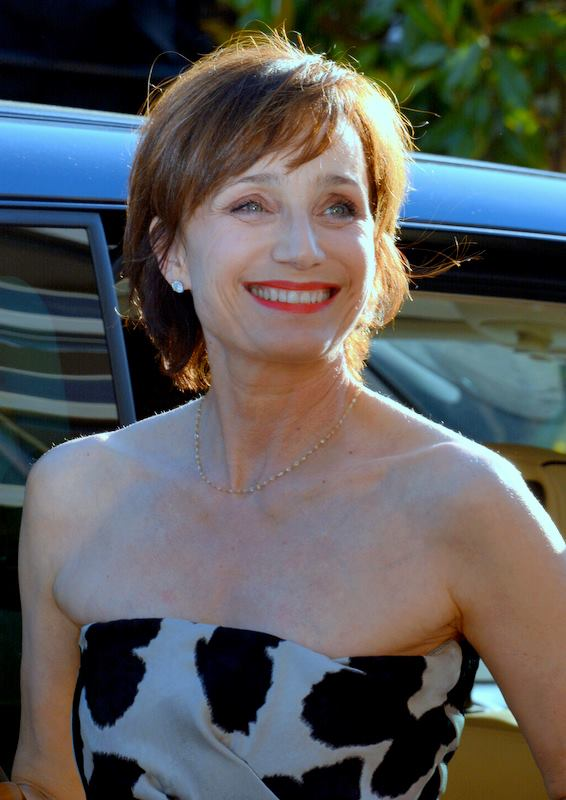
Kristin Scott Thomas (2013)

Kristin Ann Scott Thomas (ur. 24 maja 1960 w Redruth) − brytyjska aktorka, która posiada również obywatelstwo francuskie. Pięciokrotnie nominowana do nagród BAFTA i Laurence Olivier Award, zdobyła nagrodę BAFTA dla najlepszej aktorki w roli drugoplanowej za rolę Fiony w filmie Cztery wesela i pogrzeb (1994) oraz nagrodę Oliviera dla najlepszej aktorki 2008 za rolę Arkadiny w sztuce Mewa w londyńskim Royal Court Theatre. Była nominowana do Oscara dla najlepszej aktorki za rolę Katharine Clifton w filmie Angielski pacjent (1996).

## Życiorys

### Wczesne lata
Urodziła się w Redruth w Anglii jako córka Deborah (z domu Hurlbatt) i komandora podporucznika Simona Scotta Thomasa, pilota brytyjskiej Royal Navy – Fleet Air Arm. Jej matka wychowała się w Hongkongu i Afryce, a przed ślubem studiowała teatr. Jej ojciec zginął w wypadku lotniczym w 1964, kiedy miała cztery lata. Miała młodszą siostrę Serenę Harriet (ur. 21 września 1961). Jej ojczym, porucznik Simon Idiens, również był pilotem i zmarł sześć lat później w podobnych okolicznościach.
Uczęszczała do Cheltenham Ladies' College w Cheltenham. Naukę kontynuowała w St Antony’s Leweston w Sherborne w Dorset. Przez krótki czas uczyła się w Central School of Speech and Drama, ale szukając nowych doświadczeń w wieku 19 lat opuściła Anglię i jako au pair wyjechała do Paryża, gdzie rozpoczęła naukę w szkole aktorskiej.

### Kariera
W 1984 rozpoczęła pracę jako aktorka teatralna i telewizyjna. Jednak role, które otrzymywała, ograniczały się do kilku linijek tekstu i początkującej artystce nie dawały szansy na zyskanie większej popularności. Po występie w serialu France 2 Dochodzenia prowadzone przez komisarz Maigret (Les enquêtes du commissaire Maigret, 1984) i miniserialu CBS Córka Mistrala (Mistral’s Daughter, 1984) na podstawie powieści Judith Krantz jako Nancy, wzięła udział w filmie krótkometrażowym Charly (1985). W obsypanym antynagrodami Złotej Maliny melodramacie muzycznym Zakazana miłość (Under the Cherry Moon, 1986) u boku piosenkarza Prince’a, zagrała rolę Mary Sharon, za którą została nominowana do Złotej Maliny w dwóch kategoriach: dla najgorszej aktorki drugoplanowej i najgorszej nowej gwiazdy. Rola Brendy Last w melodramacie Garść prochu (A Handful of Dust, 1988) według powieści Evelyna Waugha przyniosła jej nagrodę filmową „London Evening Standard” dla najbardziej obiecującej debiutantki.
Roman Polański zaangażował ją do roli Fiony w dramacie psychologicznym Gorzkie gody (1992) z Hugh Grantem, Emmanuelle Seigner i Peterem Coyote’em. W komedii romantycznej Mike’a Newella Cztery wesela i pogrzeb (1994) według scenariusza Richarda Curtisa u boku Hugh Granta i Andie MacDowell wystąpiła w roli Fiony, za którą otrzymała nagrodę filmową „London Evening Standard” dla najlepszej aktorki i nagrodę BAFTA dla najlepszej aktorki w roli drugoplanowej.
Uznanie krytyki, nominację do Oscara dla najlepszej aktorki, Złotego Globu dla najlepszej aktorki w filmie dramatycznym i Nagrody Brytyjskiej Akademii Filmowej dla najlepszej aktorki pierwszoplanowej zdobyła dzięki kreacji Katharine Clifton w melodramacie wojennym Angielski pacjent (The English Patient, 1996) z Ralphem Fiennesem i Willemem Dafoe. W 1997 została wybrana przez magazyn „People” jako jedna z 50 najpiękniejszych ludzi świata. Wystąpiła jako Annie MacLean w melodramacie Roberta Redforda Zaklinacz koni (The Horse Whispere, 1998). W komedii Słodycz zemsty (Sweet Revenge, 1998) z udziałem Heleny Bonham Carter i Sama Neilla została obsadzona w roli Imogen Staxton-Billing. Zasiadała w jury konkursu głównego na 53. MFF w Cannes (2000).
W 2003 grała na londyńskim West Endzie jako Masza w sztuce Antona Czechowa Trzy siostry. W 2005 powróciła na West End w przedstawieniu Luigiego Pirandella Jaką mnie pragniesz. W 2008 wystąpiła na Broadwayu jako Madame Arkadina w sztuce Antona Czechowa Mewa z Petera Sarsgaarda.
Była na okładkach magazynów takich jak „Io Donna”, „Harper’s Bazaar”, „W”, „Elle”, „Madame Figaro”, „Entertainment Weekly”, „Sens” i „Harpers & Queen”.

## Życie prywatne
W 1987 wyszła za mąż za François Olivennesa, z którym rozwiodła się po 17 latach małżeństwa, w 2005. Mają troje dzieci: Hannah (ur. 1988), Joseph (ur. 1991), George (ur. 2000). Mieszka w Paryżu.

## Filmografia
- 2018: Na wyciągnięcie ręki (Au bout des doigts) jako Hrabina
- 2018: Tomb Raider jako Ana Miller
- 2017: Czas mroku (Darkest Hour) jako Clementine Churchill
- 2013: Tylko Bóg wybacza (Only God Forgives) jako Crystal
- 2012: U niej w domu (Dans la maison) jako Jeanne Germain
- 2012: Uwodziciel (Bel Ami) jako Virginie
- 2011: Połów szczęścia w Jemenie (Salmon Fishing in the Yemen) jako Patricia Maxwell
- 2011: Kobieta z piątej dzielnicy (The Woman in the Fifth) jako Margit
- 2010: Z tobą i przeciw tobie (Contre toi) jako Anna Cooper
- 2010: Klucz Sary (Elle s'appelait Sarah) jako Julia Jarmond
- 2010: Crime d’amour jako Christine
- 2009: John Lennon. Chłopak znikąd (Nowhere Boy) jako Mimi Smith
- 2009: Largo Winch jako Ann Ferguson
- 2009: Odchodząc (Partir) jako Suzanne
- 2009: Wyznania zakupoholiczki (Confessions of a Shopaholic) jako Alette Naylor
- 2008: Kochanice króla (The Other Boleyn Girl) jako lady Elizabeth Boleyn
- 2008: Kocham cię od tak dawna (Il y a longtemps que je t'aime) jako Juliette
- 2008: Wojna domowa (Easy Virtue) jako Veronica Whittaker
- 2008: Ich dwóch i Paryż (Seuls Two) jako antykwariuszka
- 2007: Złoty kompas (The Golden Compass) jako Stelmaria (głos)
- 2007: Facet do towarzystwa (The Walker) jako Lynn Lockner
- 2006: Czyja to kochanka? (La Doublure) jako Christine
- 2006: Nie mów nikomu (Ne le dis à personne) jako Hélène Perkins
- 2005: Chromofobia (Chromophobia) jako Iona Aylesbury
- 2005: Wszystko zostaje w rodzinie (Keeping Mum) jako Gloria Goodfellow
- 2005: Człowiek człowiekowi (Man to Man) jako Elena Van Den Ende
- 2004: Arsène Lupin jako Joséphine, hrabina Cagliostro
- 2003: Petites coupures jako Beatrice
- 2003: Absolutnie fantastyczne (Absolutely Fabulous) jako Plum Berkeley
- 2001: Życie jak dom (Life as a House) jako Robin
- 2001: Gosford Park jako Sylvia McCordle
- 2000: Ostatnie lato (Up at the Villa) jako Mary Panton
- 2000: Play jako Pierwsza kobieta
- 1999: Zagubione serca (Random Hearts) jako Kay Chandler
- 1998: Souvenir jako Ann
- 1998: Zaklinacz koni (The Horse Whisperer) jako Annie MacLean
- 1998: Słodycz zemsty (The Revengers' Comedies) jako Imogen Staxton-Billing
- 1997: Miłosny zamęt (Amour et confusions) jako Sarah
- 1996: Mikrokosmos (Microcosmos) jako narrator (głos w wersji angielskiej)
- 1996: Mission: Impossible jako Sarah Davies
- 1996: Somebody To Love
- 1996: The Pompatus of Love jako Caroline
- 1996: Angielski pacjent (The English Patient) jako Katharine Clifton
- 1996: Podróże Guliwera (Gulliver's Travels) jako nieśmiertelna strażniczka
- 1995: Majowy wieczór (En mai, fais ce qu'il te plaît) jako Martine
- 1995: Ryszard III (Richard III) jako lady Anne
- 1995: Plaisir d'offrir
- 1995: Les Milles jako Mary-Jane Cooper
- 1995: Belle époque jako Alice Avellano
- 1995: Anioły i owady (Angels and Insects) jako Matty Crompton
- 1995: Konfesjonał (Le Confessionnal) jako asystentka Hitchcocka
- 1994: Cztery wesela i pogrzeb (Four Weddings and a Funeral) jako Fiona
- 1994: Niezapomniane lato (Un été inoubliable) jako Marie-Therese Von Debretsy
- 1993: Body & Soul jako siostra Gabriela / Anna Gibson
- 1992: Gorzkie gody (Bitter Moon) jako Fiona
- 1992: Weep No More, My Lady jako Elisabeth
- 1991: Dr Grasler (Mio caro dottor Gräsler) jako Sabine
- 1990: Aux yeux du monde jako nauczycielka
- 1990: Wrobieni (Framed) jako Kate
- 1990: Le Bal du gouverneur jako Marie Forestier
- 1990: Gra, która nie ma końca (The Endless Game) jako Caroline
- 1990: Sekretne życie Iana Fleminga, inny tytuł: Szpieg, który mnie stworzył (The Secret Life of Ian Fleming) jako Leda St Gabriel
- 1989: Force majeure jako Katia
- 1989: Bille en tete jako Clara
- 1988: La Méridienne jako Marie
- 1988: Garść prochu (A Handful of Dust) jako Brenda Last
- 1988: Dziesiąty człowiek (The Tenth Man) jako Therese
- 1987: Zmącone śledztwo (Agent trouble) jako Julie
- 1987: Djamal et Juliette
- 1987: La Tricheuse jako Nathalie
- 1987: Sentimental Journey
- 1986: Zakazana miłość (Under the Cherry Moon) jako Mary Sharon
- 1984: Córka Mistrala (Mistral's Daughter) jako Nancy

## Nagrody i nominacje
- 1986: Złota Malina − nominacja − najgorszy debiut − Zakazana miłość (1986)
- 1987: Złota Malina − nominacja − najgorsza aktorka drugoplanowa − Under the Cherry Moon (1986)
- 1989: Evening Standard British Film Award − najbardziej obiecujący debiut − Garść prochu (1988, wspólnie z Jodhi May za Świat na uboczu)
- 1995: Evening Standard British Film Award − najlepsza aktorka − Cztery wesela i pogrzeb (1994)
- 1995: BAFTA − najlepsza aktorka drugoplanowa − Cztery wesela i pogrzeb (1994)
- 1996: Evening Standard British Film Award − najlepsza aktorka − Anioły i owady (1995)
- 1997: BAFTA − nominacja − najlepsza aktorka pierwszoplanowa − Angielski pacjent (1996)
- 1997: Złoty Glob − nominacja − najlepsza aktorka dramatyczna − Angielski pacjent (1996)
- 1997: Oscar − nominacja − najlepsza aktorka pierwszoplanowa − Angielski pacjent (1996)
- 1997: Screen Actors Guild Awards − nominacja − wyróżniająca się pierwszoplanowa rola kobieca − Angielski pacjent (1996)
- 2003: Order Imperium Brytyjskiego
- 2005: Kawaler Legii Honorowej − za wkład w budowaniu dobrych relacji między Wielką Brytanią i Francją
- 2006: ALFS Award − nominacja − brytyjska aktorka roku − Wszystko zostaje w rodzinie (2005)
- 2008: Europejska Nagroda Filmowa − najlepsza europejska aktorka roku − Kocham cię od tak dawna (2008)
- 2009: Złoty Glob − nominacja − najlepsza aktorka w dramacie − Kocham cię od tak dawna (2008)
- 2009: BAFTA − nominacja − najlepsza aktorka pierwszoplanowa − Kocham cię od tak dawna (2008)
- 2009: César − nominacja − najlepsza aktorka − Kocham cię od tak dawna (2008)